# Мятеж на «Вейджере»
Мятеж на «Вейджере» произошёл в 1741 году, после того как британский фрегат «Вейджер» потерпел крушение на пустынном острове у южного побережья современного Чили. «Вейджер» входил в состав военно-морской эскадры, которая должна была действовать против испанцев в Тихом океане в рамках войны за ухо Дженкинса. Фрегат отбился от эскадры, огибая мыс Горн, сел на мель во время шторма и потерпел крушение на том месте, которое впоследствии стало известно как остров Вейджер. Основная часть экипажа во главе с Джоном Балкли взбунтовалась против капитана Дэвида Чипа, бросила его и группу лояльных ему членов экипажа на острове и отправилась на баркасе, перестроенном в шхуну, получившую название Speedwell, через Магелланов пролив в Рио-де-Жанейро. Большинство мятежников погибли, но выжившие смогли вернуться в Англию.
Чип с оставшимися людьми на баркасе поплыл на север, рассчитывая догнать эскадру. Через три месяца он вернулся на остров, потеряв надежду на спасение. Однако несколько дней спустя группа индейцев чонос приплыла на остров и согласилась переправить моряков на север, к населённому испанцами архипелагу Чилоэ, в обмен на баркас и несколько ружей. Большинство британцев погибло в пути от голода и переохлаждения, но Чип и ещё несколько человек выжили и вернулись в Англию в 1745 году, через два года после возвращения выживших мятежников. История экипажа «Вейджера» стала сенсацией.
В 2023 году свет увидела книга Дэвида Гранна «Вейджер: История о кораблекрушении, мятеже и убийстве». Режиссёр Мартин Скорсезе начал работу над её экранизацией, причём одну из главных ролей должен сыграть Леонардо Ди Каприо.